# Arthur Abraham
Arthur Abraham, nome d'arte di Avetik Abrahamyan (Erevan, 20 febbraio 1980), è un pugile armeno naturalizzato tedesco.
Soprannominato "The King", è stato campione WBO dei pesi supermedi ed IBF dei pesi medi. È noto per le sue dieci difese consecutive del titolo dei medi, la quarta striscia vincente più lunga nella storia della divisione.
Tra i pugili più noti ed apprezzati del panorama pugilistico europeo, Abraham è noto per la potenza dei suoi pugni e per la sua elevata resistenza ai colpi. Ha inoltre partecipato al prestigioso torneo Super Six World Boxing Classic, organizzato dalla rete televisiva americana ShowTime.

## Biografia

### Origini e dilettantismo
Arthur Abraham nasce a Erevan, in Armenia. All'età di 6 anni decide di cominciare a praticare il pugilato vedendo un incontro di Mike Tyson in televisione. A 15 anni si trasferisce in Germania, anno in cui comincia anche a boxare in terra tedesca ottenendo diversi titoli a livello giovanile. Nel 1999 torna in Armenia e continua a praticare il pugilato ottenendo anche in questo paese diversi titoli. Nel 2003 lascia l'Armenia e il pugilato dilettantistico per tornare in Germania e cominciare la sua carriera da pugile professionista sotto la guida del trainer Ulli Wegner. Lascia il pugilato dilettantistico con 90 match all'attivo, di cui 81 vittorie, 49 ottenute per Knock Out.

### Professionismo

#### Pesi Medi
Abraham esordisce nell'agosto 2003 come peso medio. Nel 2005 si assicura la possibilità di combattere contro il campione mondiale IBF Kingley Ikeke dopo aver sconfitto Howard Eastman e Hector Velazco. Dopo aver battuto Ikeke, Abraham sconfigge nel 2006 altri due pretendenti al titolo e nel settembre dello stesso anno incontra Edison Miranda. Contro Miranda Abraham si rompe la mascella durante il quinto round provocando un importante sanguinamento all'interno della sua bocca; riesce comunque a spuntarla ai punti in un match in cui a Miranda vengono detratti due punti per scorrettezze. Nel 2007 affronta altri tre pugili per il proprio titolo vincendo sempre per KO. L'anno successivo batte Ayala e vola in America per una rivincita contro Miranda al limite delle 165 libbre. Il match si conclude con una vittoria per Abraham prima del limite al quarto round. Saranno altri tre i match per la sua difesa del titolo, di cui due vinti prima del limite. Nel 2009 decide di lasciare la categoria dei pesi medi a causa della difficoltà di ottenere un match contro il campione WBC e WBA Kelly Pavlik e la difficoltà di rimanere nel peso della categoria. In totale, contando anche la conquista del titolo, sono 11 gli incontri valevoli per il titolo mondiale IBF disputati dal pugile armeno-tedesco, tutti vinti.

#### Pesi Supermedi
Nel mese di ottobre 2009, Abraham decide di prendere parte al Super Six World Boxing Classic, un torneo organizzato dalla rete Showtime, in collaborazione con la Sauerland Event, per decretare il migliore nella categoria. Oltre a Abraham, la competizione vede la partecipazione di Carl Froch, Jermain Taylor, Andre Ward, Andre Dirrell e Mikkel Kessler. Il torneo prevede per Abraham il match iniziale contro l'ex campione mondiale dei pesi medi Jermain Taylor da svolgersi a Berlino. Abraham vince con un Knock Out nella dodicesima ripresa, già in vantaggio sui cartellini dei giudici fino al momento dello stop.

## Vita personale
Abraham ha un fratello più giovane, anch'esso pugile, Alexander Abraham. È diventato cittadino tedesco nel 2006.